# Józef Grotkowski
Józef Grotkowski (ur. 10 stycznia 1926 w Obrębie, zm. 12 lipca 1988 w Warszawie), trener zapasów, sędzia międzynarodowy, działacz sportowy. Brat Mieczysława.

## Życiorys
Ukończył w 1948 r. liceum w Przasnyszu oraz w 1956 r. Akademię Wychowania Fizycznego w Warszawie. Pracował w latach 1951–1954 w Głównym Komitecie Kultury Fizycznej jako inspektor, trener i Kierownik Wyszkolenia Sekcji Zapaśniczej, następnie od 1954 do 1986 r. był nauczycielem akademickim na Politechnice Warszawskiej. W latach 1951–1954 oraz 1960–1961 prowadził reprezentację Polski w zapasach w stylu wolnym (trenował m.in. Tadeusza Trojanowskiego, pierwszego polskiego medalistę olimpijskiego w zapasach). Sam zdobył mistrzostwo Polski w zapasach w 1955 i mistrzostwo Polski w judo w kategorii open w 1956 r. 
Sędzia międzynarodowy, społecznie pracował w Polskim Związku Atletycznym i Polskim Związku Zapaśniczym. Odznaczony m.in. Krzyżem Kawalerskim Orderu Odrodzenia Polski, Złotym Krzyżem Zasługi, Medalem Komisji Edukacji Narodowej, odznaką Zasłużony Działacz Kultury Fizycznej, Wielką Gwiazdą FILA. Był członkiem Towarzystwa Przyjaciół Ziemi Przasnyskiej.